# Cantó de Woippy
El cantó de Woippy és un cantó francès del departament del Mosel·la, situat al districte de Metz-Campagne. Té 8 municipis i el cap és Woippy.

## Municipis
- Le Ban-Saint-Martin
- Longeville-lès-Metz
- Lorry-lès-Metz
- La Maxe
- Moulins-lès-Metz
- Plappeville
- Scy-Chazelles
- Woippy

## Història
| Data d'elecció                           | Identitat            | Partit           | Qualitat |
| ---------------------------------------- | -------------------- | ---------------- | -------- |
| 1961-1967                                | M. Barthélemy        | Divers droite    |          |
| 1967-1973                                | Maurice Demange      | UDR              |          |
| 1973-1988                                | Pierre Herment       | UDR, després UDF |          |
| 1988-2011                                | Jean-Claude Théobald | Divers droite    |          |
| 2011                                     | François Grosdidier  | UMP              |          |
| 2011-                                    | Marie-Louise Kuntz   | UMP              |          |
| les dades anteriors no són pas conegudes |                      |                  |          |
|                                          |                      |                  |          |

## Demografia
| A partir de 1990 : Població sense dobles comptes |